# Manuela Rosas

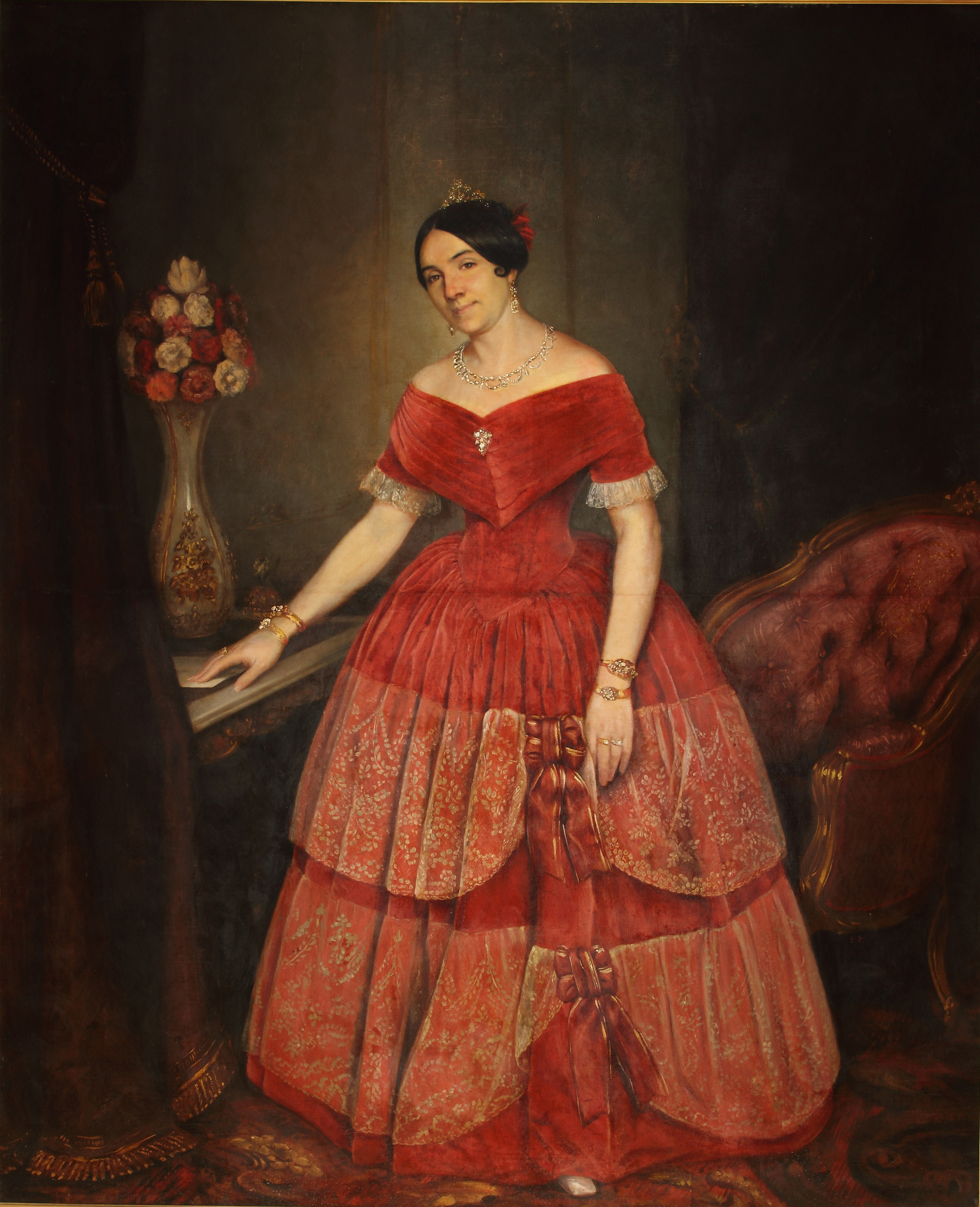
Manuelarosas

Manuela Rosas, född 1817, död 1898, var en argentinsk politisk aktivist. Hon var den inflytelserika dottern till politikern Juan Manuel de Rosas.